# UDP
UDP (User Datagram Protocol) là một trong những giao thức cốt lõi của giao thức TCP/IP. Dùng UDP, chương trình trên mạng máy tính có thể gửi những dữ liệu ngắn được gọi là datagram tới máy khác. UDP không cung cấp sự tin cậy và thứ tự truyền nhận mà TCP làm; các gói dữ liệu có thể đến không đúng thứ tự hoặc bị mất mà không có thông báo. Tuy nhiên UDP nhanh và hiệu quả hơn đối với các mục tiêu như kích thước nhỏ và yêu cầu khắt khe về thời gian. Do bản chất không trạng thái của nó nên nó hữu dụng đối với việc trả lời các truy vấn nhỏ với số lượng lớn người yêu cầu.
Những ứng dụng phổ biến sử dụng UDP như DNS (Domain Name System), ứng dụng streaming media, Voice over IP, Trivial File Transfer Protocol (TFTP), và game trực tuyến.

## Cổng
UDP dùng cổng để cho phép các giao tiếp giữa các ứng dụng diễn ra.
Cổng dùng 16 bit để đánh địa chỉ, vì vậy số của cổng nằm trong khoản 0 đến 65.535. Cổng 0 được để dành và không nên sử dụng.
Cổng từ 1 đến 1023 được gọi là cổng "well-known" và trên các hệ điều hành tựa Unix, việc gắn kết tới một trong những cổng này đòi hỏi quyền root.
Cổng 1024 đến 49.151 là cổng đã đăng ký.
Cổng từ 49.152 đến 65.535 là các cổng tạm, được dùng chủ yếu bởi client khi liên lạc với server.

## Cấu trúc gói
UDP là giao thức hướng thông điệp nhỏ nhất của tầng giao vận hiện được mô tả trong RFC 768 của IETF.
Trong bộ giao thức TCP/IP, UDP cung cấp một giao diện rất đơn giản giữa tầng mạng bên dưới (thí dụ, IPv4) và tầng phiên làm việc hoặc tầng ứng dụng phía trên.
UDP không đảm bảo cho các tầng phía trên thông điệp đã được gửi đi và người gửi cũng không có trạng thái thông điệp UDP một khi đã được gửi (Vì lý do này đôi khi UDP còn được gọi là Unreliable Datagram Protocol).
UDP chỉ thêm các thông tin multiplexing và giao dịch. Các loại thông tin tin cậy cho việc truyền dữ liệu nếu cần phải được xây dựng ở các tầng cao hơn.
| +  | Bits 0 - 15 | Bits 0 - 15 | Bits 0 - 15 | Bits 0 - 15 | Bits 0 - 15 | Bits 0 - 15 | Bits 0 - 15 | Bits 0 - 15 | Bits 0 - 15 | Bits 0 - 15 | Bits 0 - 15 | Bits 0 - 15 | Bits 0 - 15 | Bits 0 - 15 | Bits 0 - 15 | Bits 0 - 15 | 16 - 31          | 16 - 31          | 16 - 31          | 16 - 31          | 16 - 31          | 16 - 31          | 16 - 31          | 16 - 31          | 16 - 31          | 16 - 31          | 16 - 31          | 16 - 31          | 16 - 31          | 16 - 31          | 16 - 31          | 16 - 31          |
| -- | ----------- | ----------- | ----------- | ----------- | ----------- | ----------- | ----------- | ----------- | ----------- | ----------- | ----------- | ----------- | ----------- | ----------- | ----------- | ----------- | ---------------- | ---------------- | ---------------- | ---------------- | ---------------- | ---------------- | ---------------- | ---------------- | ---------------- | ---------------- | ---------------- | ---------------- | ---------------- | ---------------- | ---------------- | ---------------- |
| 0  | Source Port | Source Port | Source Port | Source Port | Source Port | Source Port | Source Port | Source Port | Source Port | Source Port | Source Port | Source Port | Source Port | Source Port | Source Port | Source Port | Destination Port | Destination Port | Destination Port | Destination Port | Destination Port | Destination Port | Destination Port | Destination Port | Destination Port | Destination Port | Destination Port | Destination Port | Destination Port | Destination Port | Destination Port | Destination Port |
| 32 | Length      | Length      | Length      | Length      | Length      | Length      | Length      | Length      | Length      | Length      | Length      | Length      | Length      | Length      | Length      | Length      | Checksum         | Checksum         | Checksum         | Checksum         | Checksum         | Checksum         | Checksum         | Checksum         | Checksum         | Checksum         | Checksum         | Checksum         | Checksum         | Checksum         | Checksum         | Checksum         |
| 64 | Data        | Data        | Data        | Data        | Data        | Data        | Data        | Data        | Data        | Data        | Data        | Data        | Data        | Data        | Data        | Data        | Data             | Data             | Data             | Data             | Data             | Data             | Data             | Data             | Data             | Data             | Data             | Data             | Data             | Data             | Data             | Data             |

Phần header của UDP chỉ chứa 4 trường dữ liệu, trong đó có 2 trường là tùy chọn (ô nền đỏ trong bảng).
Source portTrường này xác định cổng của người gửi thông tin và có ý nghĩa nếu muốn nhận thông tin phản hồi từ người nhận. Nếu không dùng đến thì đặt nó bằng 0.
Destination portTrường xác định cổng nhận thông tin, và trường này là cần thiết.
LengthTrường có độ dài 16 bit xác định chiều dài của toàn bộ datagram: phần header và dữ liệu. Chiều dài tối thiểu là 8 byte khi gói tin không có dữ liệu, chỉ có header.
ChecksumTrường checksum 16 bit dùng cho việc kiểm tra lỗi của phần header và dữ liệu. Phương pháp tính checksum được định nghĩa trong RFC 768.
Do thiếu tính tin cậy, các ứng dụng UDP nói chung phải chấp nhận mất mát, lỗi hoặc trùng dữ liệu. Một số ứng dụng như TFTP có nhu cầu phải thêm những kỹ thuật làm tin cậy cơ bản vào tầng ứng dụng. Hầu hết các ứng dụng UDP không cần những kỹ thuật làm tin cậy này và đôi khi nó bị bỏ đi. Streaming media, game trực tuyến và voice over IP (VoIP) là những thí dụ cho các ứng dụng thường dùng UDP. Nếu một ứng dụng đòi hỏi mức độ cao hơn về tính tin cậy, những giao thức như TCP hoặc mã erasure có thể được sử dụng để thay thế.
Thiếu những cơ chế kiểm soát tắc nghẽn và kiểm soát luồng, các kỹ thuật dựa trên mạng là cần thiết để giảm nguy hiệu ứng cơ tắc nghẽn dây chuyền do không kiểm soát, tỷ lệ tải UDP cao. Nói cách khác, vì người gởi gói UDP không thể phát hiện tắc nghẽn, các thành phần dựa trên mạng như router dùng hàng đợi gói (packet queueing) hoặc kỹ thuật bỏ gói như là những công cụ để giảm tải của UDP. Giao thức Datagram Congestion Control Protocol (DCCP) được thiết kế như một giải pháp cho vấn đề bằng cách thêm hành vi kiểm soát tắc nghẽn cho thiết bị đầu cuối cho các dòng dữ liệu UDP như streaming media.
Mặc dù tổng lượng lưu thông của UDP trên mạng thường chỉ vài phần trăm, nhưng có nhiều ứng dụng quan trọng dùng UDP, bao gồm DNS, SNMP, DHCP và RIP.